# Diego de Holguin

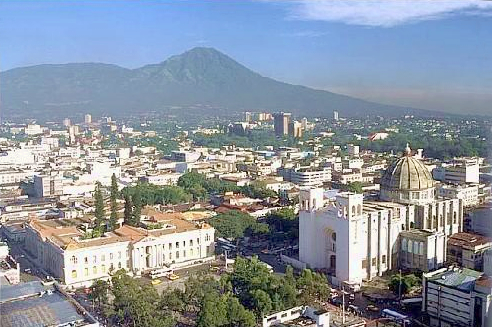
Panorama attuale di San Salvador, fondata da Holgiun

Diego de Holguin (1486) fu un conquistador spagnolo e primo sindaco di San Salvador, nell'aprile del 1525. Conquistò molte città in Messico e nei Caraibi.

## Biografia
Holguin nacque attorno al 1486 in una cittadina spagnola chiamata Tona o Sona. Giunse nelle Americhe molto giovane, andando ad abitare in una colonia spagnola nell'odierna Repubblica Dominicana nel 1506. Qui partecipò alla fondazione delle città di Aragua, Puerto Real e Ciudad de la Vega. Non appena divenuto capitano, Diego de Holguín partecipò alla conquista di Coactemalán, Izalco e Cuzcatlán nell'attuale El Salvador, agli ordini di Pedro de Alvarado. Faceva parte dei Santiago de Los Caballeros de Guatemala.
Assieme a Gonzalo de Alvarado, fu uno dei fondatori di San Salvador divenendone primo sindaco nell'aprile del 1525.
Nel 2005 è iniziata la costruzione di un'autostrada situata nei sobborghi di San Salvador, che prende il nome di Diego de Holguin.